# گوسیرات
گوسیرات (به لاتین: Gosairhat) یک منطقهٔ مسکونی در بنگلادش است که در ناحیه شریعت‌پور واقع شده‌است. گوسیرات ۱۹۶٫۷۲ کیلومتر مربع مساحت و ۱۵۷٬۶۶۵ نفر جمعیت دارد.